# ISO 3166-2:TM
ISO 3166-2:TM – kody ISO 3166-2 dla Turkmenistanu.
Kody ISO 3166-2 to część standardu ISO 3166 publikowanego przez Międzynarodową Organizację Normalizacyjną. Kody te są przypisywane głównym jednostkom podziału administracyjnego, takim jak np. województwa czy stany, każdego kraju posiadającego kod w standardzie ISO 3166-1. 
Aktualnie (2017) dla Turkmenistanu zdefiniowano kody dla 5 wilajetów i jednego miasta wydzielonego.
Pierwsza część oznaczenia to kod Turkmenistanu zgodnie z ISO 3166-1, natomiast druga część oznaczenia znajdująca się po myślniku to jednoliterowy kod jednostki administracyjnej.

## Kody ISO
| Kod ISO | Nazwa jednostki administracyjnej | Rodzaj jednostki administracyjnej |
| ------- | -------------------------------- | --------------------------------- |
| TM-A    | achalski                         | wilajet                           |
| TM-B    | balkański                        | wilajet                           |
| TM-D    | daszoguski                       | wilajet                           |
| TM-L    | lebapski                         | wilajet                           |
| TM-M    | maryjski                         | wilajet                           |
| TM-A    | Aszchabad                        | miasto wydzielone                 |